# Hiddesen
Hiddesen este o localitatea cea mai mare ce aparține de orașul Detmold din regiunea Ostwestfalen-Lippe, Nordrhein-Westfalen, Germania.
In apropiere se află Monumentul Hermann din Teutoburger Wald.